# Campionato Italiano Rally 2025
Il Campionato Italiano Rally 2025 (chiamato ufficialmente Campionato Italiano Assoluto Rally Sparco 2025) si snoda su 7 prove, distribuite su tutto il territorio nazionale.
Il campionato presenta solo prove su asfalto, in quanto quelle su sterrato sono tutte raggruppate in una competizione a parte: il Campionato Italiano Rally Terra.

## Calendario
| Tappa | Data            | Rally                                   | Sede Rally                | Validità | Coeff. | Fondo   |
| ----- | --------------- | --------------------------------------- | ------------------------- | -------- | ------ | ------- |
| 1     | 21-23 marzo     | 48° Rally Il Ciocco e Valle del Serchio | Castelnuovo di Garfagnana | CIAR     | 1      | Asfalto |
| 2     | 11-13 aprile    | 19° #RA Rally Regione Piemonte          | Alba                      | CIAR     | 1      | Asfalto |
| 3     | 8-10 maggio     | 109° Targa Florio                       | Palermo                   | CIAR     | 1,5    | Asfalto |
| 4     | 30-31 maggio    | 43° Rally Due Valli                     | Verona                    | CIAR     | 1      | Asfalto |
| 5     | 4-6 luglio      | 13° Rally di Roma Capitale              | Fiuggi                    | CIAR     | 1,5    | Asfalto |
| 6     | 13-14 settembre | 8° Rally del Lazio                      | Cassino                   | CIAR     | 1      | Asfalto |
| 7     | 17-18 ottobre   | 72° Rallye Sanremo                      | Sanremo                   | CIAR     | 1,5    | Asfalto |

## Iscritti
| Squadre iscritte al campionato costruttori | Squadre iscritte al campionato costruttori | Squadre iscritte al campionato costruttori | Squadre iscritte al campionato costruttori | Squadre iscritte al campionato costruttori | Squadre iscritte al campionato costruttori | Squadre iscritte al campionato costruttori | Squadre iscritte al campionato costruttori |
| Costruttori                                | Auto                                       | Squadre                                    | Pneumatici                                 | Piloti                                     | Copiloti                                   | Gare                                       |                                            |
| ------------------------------------------ | ------------------------------------------ | ------------------------------------------ | ------------------------------------------ | ------------------------------------------ | ------------------------------------------ | ------------------------------------------ | ------------------------------------------ |
| Citroën                                    | Citroën C3 Rally2                          | E.A. Sport Investment                      | P                                          | Andrea Crugnola                            | Pietro Elia Ometto                         | 1-4                                        |                                            |
| Citroën                                    | Citroën C3 Rally2                          | F.P.F. Sport                               | P                                          | Andrea Crugnola                            | Pietro Elia Ometto                         | 5                                          |                                            |
| Škoda                                      | Škoda Fabia RS Rally2                      | Giandomenico Basso                         | P                                          | Giandomenico Basso                         | Lorenzo Granai                             | 5                                          |                                            |
| Škoda                                      | Škoda Fabia RS Rally2                      | Movisport                                  | P                                          | Giandomenico Basso                         | Lorenzo Granai                             | 1-4                                        |                                            |
| Škoda                                      | Škoda Fabia RS Rally2                      | Movisport                                  | P                                          | Ivan Ferrarotti                            | Fabio Ghiraldi                             | 1-4                                        |                                            |
| Škoda                                      | Škoda Fabia RS Rally2                      | Ivan Ferrarotti                            | P                                          | Ivan Ferrarotti                            | Fabio Ghiraldi                             | 5                                          |                                            |
| Škoda                                      | Škoda Fabia RS Rally2                      | MS Munaretto                               | P                                          | Boštjan Avbelj                             | Damijan Andrejka                           | 1-4                                        |                                            |
| Škoda                                      | Škoda Fabia RS Rally2                      | Boštjan Avbelj                             | P                                          | Boštjan Avbelj                             | Elia De Guio                               | 5                                          |                                            |
| Škoda                                      | Škoda Fabia RS Rally2                      | Pintarally Motorsport S.S.D. a R.L.        | P                                          | Roberto Daprà                              | Luca Guglielmetti                          | 1-4                                        |                                            |
| Škoda                                      | Škoda Fabia RS Rally2                      | Roberto Daprà                              | P                                          | Roberto Daprà                              | Luca Guglielmetti                          | 5                                          |                                            |
| Škoda                                      | Škoda Fabia RS Rally2                      | CST Sport                                  | P                                          | Marco Pollara                              | Giuseppe Princiotto                        | 1-3                                        |                                            |
| Škoda                                      | Škoda Fabia RS Rally2                      | Antonio Rusce                              | P                                          | Antonio Rusce                              | Gabriele Zanni                             | 1, 5                                       |                                            |
| Škoda                                      | Škoda Fabia RS Rally2                      | Meteo Corse                                | P                                          | Antonio Rusce                              | Gabriele Zanni                             | 2-4                                        |                                            |
| Škoda                                      | Škoda Fabia RS Rally2                      | Rally Team New Turbomark                   | P                                          | Vittorio Ceccato                           | Daniel Pozzi                               | 1-4                                        |                                            |
| Škoda                                      | Škoda Fabia RS Rally2                      | Vittorio Ceccato                           | P                                          | Vittorio Ceccato                           | Paolo Garavaldi                            | 5                                          |                                            |
| Škoda                                      | Škoda Fabia RS Rally2                      | Casarano Rally Team                        | P                                          | Sara Carra                                 | Federica Mauri                             | 4                                          |                                            |
| Škoda                                      | Škoda Fabia RS Rally2                      | Island Motorsport                          | M                                          | Simone Campedelli                          | Tania Canton                               | 1-4                                        |                                            |
| Škoda                                      | Škoda Fabia RS Rally2                      | Simone Campedelli                          | M                                          | Simone Campedelli                          | Tania Canton                               | 5                                          |                                            |
| Škoda                                      | Škoda Fabia RS Rally2                      | FP Sport                                   | M                                          | Alessandro Re                              | Marco Vozzo                                | 1-2                                        |                                            |
| Škoda                                      | Škoda Fabia Rally2 evo                     | Casarano Rally Team                        | P                                          | Sara Carra                                 | Federica Mauri                             | 1-2                                        |                                            |
| Škoda                                      | Škoda Fabia Rally2 evo                     | Rally Team New Turbomark                   | P                                          | Vittorio Ceccato                           | Daniel Pozzi                               | 3                                          |                                            |
| Škoda                                      | Škoda Fabia R5                             | Sara Carra                                 | P                                          | Sara Carra                                 | Federica Mauri                             | 5                                          |                                            |
| Toyota                                     | Toyota GR Yaris Rally2                     | E.A. Sport Investment                      | P                                          | Marco Signor                               | Daniele Michi                              | 1-4                                        |                                            |
| Toyota                                     | Toyota GR Yaris Rally2                     | Marco Signor                               | P                                          | Marco Signor                               | Daniele Michi                              | 5                                          |                                            |
| Toyota                                     | Toyota GR Yaris Rally2                     | T-Racing                                   | P                                          | Thomas Paperini                            | Andrea Gabelloni                           | 1                                          |                                            |
| Toyota                                     | Toyota GR Yaris Rally2                     | T-Racing                                   | P                                          | Fabio Andolfi                              | Marco Menchini                             | 2, 4-5                                     |                                            |
| Toyota                                     | Toyota GR Yaris Rally2                     | Fabio Andolfi                              | P                                          | Fabio Andolfi                              | Marco Menchini                             | 3                                          |                                            |
| Toyota                                     | Toyota GR Yaris Rally2                     | Island Motorsport                          | P                                          | Fabio Angelucci                            | Massimo Cambria                            | 1-3                                        |                                            |
| Toyota                                     | Toyota GR Yaris Rally2                     | Team MRF Tyres                             | M                                          | Benjamin Korhola                           | Kristian Temonen                           | 5                                          |                                            |
| Hyundai                                    | Hyundai i20 N Rally2                       | Meteo Corse                                | M                                          | Fabio Andolfi                              | Marco Menchini                             | 1                                          |                                            |
| Hyundai                                    | Hyundai i20 N Rally2                       | BB Competition                             | P                                          | Liberato Sulpizio                          | Alessio Angeli                             | 1, 3-4                                     |                                            |
| Hyundai                                    | Hyundai i20 N Rally2                       | Liberato Sulpizio                          | P                                          | Liberato Sulpizio                          | Manuel Fenoli                              | 5                                          |                                            |
| Hyundai                                    | Hyundai i20 N Rally2                       | Gass Racing                                | P                                          | Benjamin Korhola                           | Kristian Temonen                           | 1                                          |                                            |
| Hyundai                                    | Hyundai i20 N Rally2                       | Gass Racing                                | M                                          | Benjamin Korhola                           | Kristian Temonen                           | 2, 4                                       |                                            |
| Hyundai                                    | Hyundai i20 N Rally2                       | Gass Racing                                | M                                          | Benjamin Korhola                           | Patric Öhman                               | 3                                          |                                            |
| Fonti:                                     |                                            |                                            |                                            |                                            |                                            |                                            |                                            |

## Risultati e statistiche

### Assoluta
| Gara | Nome rally                                                 | Vincitori | Vincitori                          | Vincitori                                 | Vincitori | Statistiche | Statistiche         | Statistiche | Statistiche | Statistiche |
| Gara | Nome rally                                                 | Nº        | Pilota e copilota                  | Squadra e vettura                         | Tempo     | Speciali    | Lunghezza           | Iscritti    | Partiti     | Arrivati    |
| ---- | ---------------------------------------------------------- | --------- | ---------------------------------- | ----------------------------------------- | --------- | ----------- | ------------------- | ----------- | ----------- | ----------- |
| 1    | 48° Rally Il Ciocco e Valle del Serchio (21-23 marzo 2025) | 2         | Giandomenico Basso Lorenzo Granai  | Movisport (Škoda Fabia RS Rally2)         | 1h03'59"8 | (11) 9      | (103,4 km) 88.82 km | 17          | 17          | 12          |
| 2    | 19° #RA Rally Regione Piemonte (11-13 aprile 2025)         | 2         | Andrea Crugnola Pietro Elia Ometto | E.A. Sport Investment (Citroën C3 Rally2) | 1h10'10"4 | 13          | 112,8 km            | 15          | 15          | 14          |
| 3    | 109° Targa Florio (8-10 maggio 2025)                       | 1         | Andrea Crugnola Pietro Elia Ometto | E.A. Sport Investment (Citroën C3 Rally2) | 1h03'55"2 | 12          | 109,95 km           | 15          | 15          | 14          |
| 4    | 43° Rally Due Valli (30-31 maggio 2025)                    | 2         | Giandomenico Basso Lorenzo Granai  | Movisport (Škoda Fabia RS Rally2)         | 1h06'10"5 | 8           | 105,8 km            | 14          | 14          | 11          |
| 5    | 13° Rally di Roma Capitale (4-6 luglio 2025)               | 23        | Giandomenico Basso Lorenzo Granai  | privato (Škoda Fabia RS Rally2)           | 2h04'11"2 | 13          | 207,82 km           | 16          | 16          | 15          |

### Promozione
| Gara | Nome rally                                                 | Vincitori | Vincitori                       | Vincitori                                                   | Vincitori | Statistiche | Statistiche         | Statistiche | Statistiche | Statistiche |
| Gara | Nome rally                                                 | Nº        | Pilota e copilota               | Squadra e vettura                                           | Tempo     | Speciali    | Lunghezza           | Iscritti    | Partiti     | Arrivati    |
| ---- | ---------------------------------------------------------- | --------- | ------------------------------- | ----------------------------------------------------------- | --------- | ----------- | ------------------- | ----------- | ----------- | ----------- |
| 1    | 48° Rally Il Ciocco e Valle del Serchio (21-23 marzo 2025) | 5         | Boštjan Avbelj Damijan Andrejka | MS Munaretto (Škoda Fabia RS Rally2)                        | 1h04'16"  | (11) 9      | (103,4 km) 88.82 km | 16          | 16          | 11          |
| 2    | 19° #RA Rally Regione Piemonte (11-13 aprile 2025)         | 3         | Boštjan Avbelj Damijan Andrejka | MS Munaretto (Škoda Fabia RS Rally2)                        | 1h10'31"3 | 13          | 112,8 km            | 14          | 14          | 13          |
| 3    | 109° Targa Florio (8-10 maggio 2025)                       | 3         | Boštjan Avbelj Damijan Andrejka | MS Munaretto (Škoda Fabia RS Rally2)                        | 1h04'16"1 | 12          | 109,95 km           | 15          | 14          | 13          |
| 4    | 43° Rally Due Valli (30-31 maggio 2025)                    | 7         | Roberto Daprà Luca Guglielmetti | Pintarally Motorsport S.S.D. a R.L. (Škoda Fabia RS Rally2) | 1h06'27"7 | 8           | 105,8 km            | 11          | 11          | 9           |
| 5    | 13° Rally di Roma Capitale (4-6 luglio 2025)               | 28        | Roberto Daprà Luca Guglielmetti | privato (Škoda Fabia RS Rally2)                             | 2h04'21"3 | 13          | 207,82 km           | 10          | 10          | 10          |

### Due ruote motrici
| Gara | Nome rally                                                 | Vincitori | Vincitori                            | Vincitori                                       | Vincitori | Statistiche | Statistiche         | Statistiche | Statistiche | Statistiche |
| Gara | Nome rally                                                 | Nº        | Pilota e copilota                    | Squadra e vettura                               | Tempo     | Speciali    | Lunghezza           | Iscritti    | Partiti     | Arrivati    |
| ---- | ---------------------------------------------------------- | --------- | ------------------------------------ | ----------------------------------------------- | --------- | ----------- | ------------------- | ----------- | ----------- | ----------- |
| 1    | 48° Rally Il Ciocco e Valle del Serchio (21-23 marzo 2025) | 29        | Davide Pesavento Alessandro Michelet | Hawk Racing Club Srl (Peugeot 208 Rally4)       | 1h10'00"5 | (11) 9      | (103,4 km) 88.82 km | 11          | 11          | 8           |
| 2    | 19° #RA Rally Regione Piemonte (11-13 aprile 2025)         | 32        | Giorgio Cogni Daiana Darderi         | E.A. Sport Investment (Peugeot 208 Rally4)      | 1h16'42"7 | 13          | 112,8 km            | 17          | 17          | 12          |
| 3    | 109° Targa Florio (8-10 maggio 2025)                       | 22        | Gianandrea Pisani Nicola Biagi       | RO Racing (Lancia Ypsilon Rally4 HF)            | 1h10'47"4 | 12          | 109,95 km           | 18          | 17          | 14          |
| 4    | 43° Rally Due Valli (30-31 maggio 2025)                    | 18        | Davide Pesavento Lorenzo Matteucci   | Hawk Racing Club Srl (Lancia Ypsilon Rally4 HF) | 1h11'46"1 | 8           | 105,8 km            | 23          | 23          | 18          |
| 5    | 13° Rally di Roma Capitale (4-6 luglio 2025)               | 107       | Simone Di Giovanni Andrea Colapietro | privato (Peugeot 208 Rally4)                    | 2h15'42"7 | 13          | 207,82 km           | 19          | 19          | 16          |

### Junior
| Gara | Nome rally                                         | Vincitori | Vincitori                            | Vincitori               | Vincitori | Statistiche | Statistiche | Statistiche | Statistiche | Statistiche |
| Gara | Nome rally                                         | Nº        | Pilota e copilota                    | Squadra                 | Tempo     | Speciali    | Lunghezza   | Iscritti    | Partiti     | Arrivati    |
| ---- | -------------------------------------------------- | --------- | ------------------------------------ | ----------------------- | --------- | ----------- | ----------- | ----------- | ----------- | ----------- |
| 1    | 4° Rally Città di Foligno (8-9 marzo 2025)         | 74        | Geronimo Nerobutto Matteo Zaramella  | Hawk Racing Club Srl    | 58'03"5   | 9           | 76,38 km    | 10          | 10          | 8           |
| 2    | 19° #RA Rally Regione Piemonte (11-13 aprile 2025) | 40        | Matteo Greco Edoardo Brovello        | Alma Racing             | 1h20'18"9 | 13          | 112,8 km    | 10          | 10          | 8           |
| 3    | 109° Targa Florio (8-10 maggio 2025)               | 50        | Giacomo Marchioro Daniele Conti      | M.R.C. Sport            | 1h14'19"5 | 12          | 109,95 km   | 10          | 10          | 9           |
| 4    | 53° San Marino Rally (12-13 luglio 2025)           | 39        | Mattia Ricciu Giovanni Maria Mazzoni | Porto Cervo Racing Team | 1h05'13"0 | 9           | 74,85 km    | 10          | 10          | 7           |

### R1
| Gara | Nome rally                                                 | Vincitori | Vincitori                          | Vincitori                                  | Vincitori | Statistiche | Statistiche         | Statistiche | Statistiche | Statistiche |
| Gara | Nome rally                                                 | Nº        | Pilota e copilota                  | Squadra e vettura                          | Tempo     | Speciali    | Lunghezza           | Iscritti    | Partiti     | Arrivati    |
| ---- | ---------------------------------------------------------- | --------- | ---------------------------------- | ------------------------------------------ | --------- | ----------- | ------------------- | ----------- | ----------- | ----------- |
| 1    | 48° Rally Il Ciocco e Valle del Serchio (21-23 marzo 2025) | 72        | Giacomo Franceschini Jacopo Merusi | Dimensione Corse (Renault Clio Rally5)     | 1h13'57"  | (11) 9      | (103,4 km) 88.82 km | 16          | 16          | 13          |
| 2    | 19° #RA Rally Regione Piemonte (11-13 aprile 2025)         | 84        | Alessandro Botta Roberto Aresca    | Eurospeed (Renault Clio Rally5)            | 1h22'46"6 | 13          | 112,8 km            | 10          | 10          | 6           |
| 3    | 109° Targa Florio (8-10 maggio 2025)                       | 88        | Lorenzo Varesco Nicolò Bottega     | Rally Team SRL (Suzuki Swift Sport Hybrid) | 1h16'56"2 | 12          | 109,95 km           | 10          | 10          | 8           |
| 4    | 43° Rally Due Valli (30-31 maggio 2025)                    | 97        | Lorenzo Varesco Nicolò Bottega     | Rally Team SRL (Suzuki Swift Sport Hybrid) | 1h18'25"7 | 8           | 105,8 km            | 13          | 13          | 9           |
| 5    | 13° Rally di Roma Capitale (4-6 luglio 2025)               | 114       | Ludwig Zigliani Sara Montavoci     | privato (Renault Clio Rally5)              | 2h40'36"1 | 13          | 207,82 km           | 1           | 1           | 1           |

### Michelin Trofeo Italia - Elite
| Gara | Nome rally                                                 | Vincitori | Vincitori                            | Vincitori                                       | Vincitori | Statistiche | Statistiche         | Statistiche | Statistiche | Statistiche |
| Gara | Nome rally                                                 | Nº        | Pilota e copilota                    | Squadra e vettura                               | Tempo     | Speciali    | Lunghezza           | Iscritti    | Partiti     | Arrivati    |
| ---- | ---------------------------------------------------------- | --------- | ------------------------------------ | ----------------------------------------------- | --------- | ----------- | ------------------- | ----------- | ----------- | ----------- |
| 1    | 48° Rally Il Ciocco e Valle del Serchio (21-23 marzo 2025) | 29        | Davide Pesavento Alessandro Michelet | Hawk Racing Club Srl (Peugeot 208 Rally4)       | 1h10'00"5 | (11) 9      | (103,4 km) 88.82 km | 8           | 8           | 5           |
| 2    | 19° #RA Rally Regione Piemonte (11-13 aprile 2025)         | 49        | Patrick Gagliasso Dario Beltramo     | Turismotor's (Škoda Fabia R5)                   | 1h14'18"7 | 13          | 112,8 km            | 13          | 13          | 10          |
| 3    | 109° Targa Florio (8-10 maggio 2025)                       | 22        | Gianandrea Pisani Nicola Biagi       | RO Racing (Lancia Ypsilon Rally4 HF)            | 1h10'47"4 | 12          | 109,95 km           | 15          | 15          | 13          |
| 4    | 43° Rally Due Valli (30-31 maggio 2025)                    | 18        | Davide Pesavento Lorenzo Matteucci   | Hawk Racing Club Srl (Lancia Ypsilon Rally4 HF) | 1h11'46"1 | 8           | 105,8 km            | 19          | 19          | 15          |
| 5    | 13° Rally di Roma Capitale (4-6 luglio 2025)               | 79        | Gianandrea Pisani Nicola Biagi       | privato (Lancia Ypsilon Rally4 HF)              | 2h16'09"7 | 13          | 207,82 km           | 14          | 14          | 12          |

### Trofeo Lancia
| Gara | Nome rally                                   | Vincitori | Vincitori                      | Vincitori | Vincitori | Statistiche | Statistiche | Statistiche | Statistiche | Statistiche |
| Gara | Nome rally                                   | Nº        | Pilota e copilota              | Squadra   | Tempo     | Speciali    | Lunghezza   | Iscritti    | Partiti     | Arrivati    |
| ---- | -------------------------------------------- | --------- | ------------------------------ | --------- | --------- | ----------- | ----------- | ----------- | ----------- | ----------- |
| 1    | 109° Targa Florio (8-10 maggio 2025)         | 22        | Gianandrea Pisani Nicola Biagi | RO Racing | 1h10'47"4 | 12          | 109,95 km   | 19          | 17          | 13          |
| 2    | 43° Rally Due Valli (30-31 maggio 2025)      | 19        | Gianandrea Pisani Nicola Biagi | RO Racing | 1h11'51"1 | 8           | 105,8 km    | 12          | 12          | 9           |
| 3    | 13° Rally di Roma Capitale (4-6 luglio 2025) | 79        | Gianandrea Pisani Nicola Biagi | privato   | 2h16'09"7 | 13          | 207,82 km   | 17          | 17          | 14          |

### GR Yaris Rally Cup
| Gara | Nome rally                                                 | Vincitori | Vincitori                                     | Vincitori               | Vincitori | Statistiche | Statistiche         | Statistiche | Statistiche | Statistiche |
| Gara | Nome rally                                                 | Nº        | Pilota e copilota                             | Squadra                 | Tempo     | Speciali    | Lunghezza           | Iscritti    | Partiti     | Arrivati    |
| ---- | ---------------------------------------------------------- | --------- | --------------------------------------------- | ----------------------- | --------- | ----------- | ------------------- | ----------- | ----------- | ----------- |
| 1    | 48° Rally Il Ciocco e Valle del Serchio (21-23 marzo 2025) | 43        | Salvatore Lo Cascio Gianfrancesco Maria Rappa | Island Motorsport       | 1h09'05"3 | (11) 9      | (103,4 km) 88.82 km | 10          | 10          | 6           |
| 2    | 19° #RA Rally Regione Piemonte (11-13 aprile 2025)         | 70        | Tommaso Paleari Henssler Harshana Ratnayake   | Bluthunder Racing Italy | 1h16'05"6 | 13          | 112,8 km            | 10          | 10          | 7           |
| 3    | 109° Targa Florio (8-10 maggio 2025)                       | 78        | Mattia Vita Emanuele Dinelli                  | Hawk Racing Club Srl    | 1h10'06"9 | 12          | 109,95 km           | 9           | 9           | 7           |
| 4    | 43° Rally Due Valli (30-31 maggio 2025)                    | 72        | Benjamin Boulenc Chloè Barozzi Gauze          | Alma Racing             | 1h10'41"9 | 8           | 105,8 km            | 9           | 9           | 8           |
| 5    | 45° Rally Internazionale del Casentino (11-12 luglio 2025) | 48        | Tommaso Paleari Henssler Harshana Ratnayake   | Bluthunder Racing Italy | 1h08'25"  | 7           | 101,73 km           | 6           | 6           | 5           |

### Pirelli STAR Rally4 - Top
| Gara | Nome rally                                                 | Vincitori | Vincitori                            | Vincitori                                  | Vincitori | Statistiche | Statistiche         | Statistiche | Statistiche | Statistiche |
| Gara | Nome rally                                                 | Nº        | Pilota e copilota                    | Squadra e vettura                          | Tempo     | Speciali    | Lunghezza           | Iscritti    | Partiti     | Arrivati    |
| ---- | ---------------------------------------------------------- | --------- | ------------------------------------ | ------------------------------------------ | --------- | ----------- | ------------------- | ----------- | ----------- | ----------- |
| 1    | 48° Rally Il Ciocco e Valle del Serchio (21-23 marzo 2025) | 27        | Alex Ferrari Matteo Nobili           | Movisport (Peugeot 208 Rally4)             | 1h10'19   | (11) 9      | (103,4 km) 88.82 km | 4           | 4           | 3           |
| 2    | 19° #RA Rally Regione Piemonte (11-13 aprile 2025)         | 32        | Giorgio Cogni Daiana Darderi         | E.A. Sport Investment (Peugeot 208 Rally4) | 1h16'42"7 | 13          | 112,8 km            | 4           | 4           | 3           |
| 3    | 109° Targa Florio (8-10 maggio 2025)                       | 31        | Michael Rendina Alice Caprile        | Motorsport Italia (Renault Clio Rally4)    | 1h13'06"5 | 12          | 109,95 km           | 4           | 4           | 2           |
| 4    | 43° Rally Due Valli (30-31 maggio 2025)                    | 81        | Patrik Hallberg John Stigh           | Movisport (Peugeot 208 Rally4)             | 1h11'53"9 | 8           | 105,8 km            | 4           | 4           | 4           |
| 5    | 13° Rally di Roma Capitale (4-6 luglio 2025)               | 107       | Simone Di Giovanni Andrea Colapietro | privato (Peugeot 208 Rally4)               | 2h15'42"7 | 13          | 207,82 km           | 4           | 4           | 3           |

### Suzuki Cup
| Gara | Nome rally                                                 | Vincitori | Vincitori                         | Vincitori                                           | Vincitori | Statistiche | Statistiche         | Statistiche | Statistiche | Statistiche |
| Gara | Nome rally                                                 | Nº        | Pilota e copilota                 | Squadra e vettura                                   | Tempo     | Speciali    | Lunghezza           | Iscritti    | Partiti     | Arrivati    |
| ---- | ---------------------------------------------------------- | --------- | --------------------------------- | --------------------------------------------------- | --------- | ----------- | ------------------- | ----------- | ----------- | ----------- |
| 1    | 48° Rally Il Ciocco e Valle del Serchio (21-23 marzo 2025) | 79        | Lorenzo Varesco Nicolò Bottega    | Rally Team SRL (Suzuki Swift Sport Hybrid)          | 1h15'09"9 | (11) 9      | (103,4 km) 88.82 km | 11          | 10          | 9           |
| 2    | 19° #RA Rally Regione Piemonte (11-13 aprile 2025)         | 86        | Jean-Claude Vallino Sandro Sanesi | Bluthunder Racing Italy (Suzuki Swift Sport Hybrid) | 1h25'16"6 | 13          | 112,8 km            | 9           | 9           | 5           |
| 3    | 109° Targa Florio (8-10 maggio 2025)                       | 88        | Lorenzo Varesco Nicolò Bottega    | Rally Team SRL (Suzuki Swift Sport Hybrid)          | 1h16'56"2 | 12          | 109,95 km           | 8           | 8           | 6           |
| 4    | 43° Rally Due Valli (30-31 maggio 2025)                    | 97        | Lorenzo Varesco Nicolò Bottega    | Rally Team SRL (Suzuki Swift Sport Hybrid)          | 1h18'25"7 | 8           | 105,8 km            | 10          | 10          | 7           |
| 5    | 61° Rally Valli Ossolane (19-20 luglio 2025)               | 112       | Lorenzo Varesco Nicolò Bottega    | Rally Team SRL (Suzuki Swift Sport Hybrid)          | 1h06'17"  | 8           | 87 km               | 8           | 8           | 8           |

Legenda: Nº = numero di gara.

## Classifiche

### Assoluta piloti
| Pos | Pilota             | CIO   | PIE  | TFL   | DVA    | ROM  | LAZ | SAN | Punti |
| --- | ------------------ | ----- | ---- | ----- | ------ | ---- | --- | --- | ----- |
| 1   | Giandomenico Basso | 15    | 121  | 181,5 | 152    | 22,5 |     |     | 87    |
| 2   | Andrea Crugnola    | 12    | 152  | 22,52 | Rit1,5 | 121  |     |     | 68    |
| 3   | Boštjan Avbelj     | 101,5 | 81,5 | 12    | 6      | 7,52 |     |     | 48,5  |
| 4   | Roberto Daprà      | 5     | Rit  | 9     | 10     | 15   |     |     | 39    |
| 5   | Fabio Andolfi      | 8     | 10   | 4,5   | 121    | ES   |     |     | 35,5  |
| 6   | Marco Signor       | 6     | 6    | 7,5   | 8      | 6    |     |     | 33,5  |
| 7   | Simone Campedelli  | Rit1  | 5    | 15    | Rit    | 9    |     |     | 30    |
| 8   | Ivan Ferrarotti    | 4     | 4    | 1,5   | Rit    | 0    |     |     | 9,5   |
| 9   | Benjamin Korhola   | 2     | 3    | 0     | 4      | 0    |     |     | 9     |
| 10  | Antonio Rusce      | 0     | 1    | 0     | 3      | 4,5  |     |     | 8,5   |
| 11  | Marco Pollara      | Rit   | 2    | 6     | NP     | NP   |     |     | 8     |
| 12  | Liberato Sulpizio  | 0     | NP   | Rit   | 2      | 3    |     |     | 5     |
| 13  | Alessandro Re      | Rit2  | 0    | NP    | NP     | NP   |     |     | 2     |
| Pos | Pilota             | CIO   | PIE  | TFL   | DVA    | ROM  | LAZ | SAN | Punti |

| Colore  | Risultato                |
| ------- | ------------------------ |
| Oro     | Vincitore                |
| Argento | 2º posto                 |
| Bronzo  | 3º posto                 |
| Verde   | Finito a punti           |
| Blu     | Finito senza punti       |
| Blu     | Non classificato (NC)    |
| Viola   | Ritirato (Rit)           |
| Nero    | Squalificato (SQ)        |
| Nero    | Escluso (ES)             |
| Bianco  | Non ha gareggiato        |
| Bianco  | Iscrizione ritirata (WD) |
| Bianco  | Non partito (NP)         |
| Bianco  | Gara cancellata (C)      |

### Due Ruote Motrici
| Pos | Pilota             | CIO   | PIE   | TFL    | DVA  | ROM     | LAZ | SAN | Punti |
| --- | ------------------ | ----- | ----- | ------ | ---- | ------- | --- | --- | ----- |
| 1   | Gianandrea Pisani  | 102   | 101,5 | 22,52  | 122  | 18      |     |     | 80    |
| 2   | Davide Pesavento   | 151,5 | 122   | 18     | 15   | Rit     |     |     | 63,5  |
| 3   | Roberto Gobbin     | 7,51  | 7,51  | 11,251 | Rit1 | 11,251  |     |     | 42,5  |
| 4   | Giorgio Cogni      | NP    | 15    | 12     | 2    | 12      |     |     | 41    |
| 5   | Simone Di Giovanni | 8     | 8     | Rit    | NP   | 22,51,5 |     |     | 39,5  |
| 6   | Gabriel Di Pietro  | NP    | 6     | 151,5  | Rit  | 01,5    |     |     | 24    |
| 7   | Andrea Mazzocchi   | NP    | NP    | Rit    | 4    | 15      |     |     | 19    |
| 7   | Nicolò Ardizzone   | 5     | Rit   | Rit    | 81,5 | 4,5     |     |     | 19    |
| 9   | Tuukka Kauppinen   | 4     | 0     | NP     | 5    | 7,52    |     |     | 18,5  |
| 10  | Michael Rendina    | NP    | 41    | 9      | 0    | 3       |     |     | 17    |
| 11  | Daniele Campanaro  | NP    | 5     | 7,51   | 0    | 0       |     |     | 13,5  |
| 12  | Alex Ferrari       | 12    | Rit   | NP     | 1    | NP      |     |     | 13    |
| 13  | Michael Lengauer   | NP    | NP    | Rit    | 6    | 6       |     |     | 12    |
| 14  | Patrick Hallberg   | NP    | NP    | Rit    | 101  | Rit     |     |     | 11    |
| 15  | Federico Francia   | 6     | Rit   | 3      | 0    | 1,5     |     |     | 10,5  |
| 16  | Edoardo De Antoni  | NP    | NP    | NP     | 0    | 9       |     |     | 9     |
| 16  | Joachim Wagemans   | NP    | 3     | 6      | Rit  | NP      |     |     | 9     |
| 18  | Denis Vigliaturo   | NP    | 2     | 4,5    | 0    | NP      |     |     | 6,5   |
| Pos | Pilota             | CIO   | PIE   | TFL    | DVA  | ROM     | LAZ | SAN | Punti |

| Colore  | Risultato                |
| ------- | ------------------------ |
| Oro     | Vincitore                |
| Argento | 2º posto                 |
| Bronzo  | 3º posto                 |
| Verde   | Finito a punti           |
| Blu     | Finito senza punti       |
| Blu     | Non classificato (NC)    |
| Viola   | Ritirato (Rit)           |
| Nero    | Squalificato (SQ)        |
| Nero    | Escluso (ES)             |
| Bianco  | Non ha gareggiato        |
| Bianco  | Iscrizione ritirata (WD) |
| Bianco  | Non partito (NP)         |
| Bianco  | Gara cancellata (C)      |

### Junior
| Pos | Pilota                 | FOL  | PIE   | TFL  | SMA | LAZ | SAN | Punti |
| --- | ---------------------- | ---- | ----- | ---- | --- | --- | --- | ----- |
| 1   | Matteo Greco           | 81   | 151,5 | 12   |     |     |     | 37,5  |
| 2   | Giacomo Marchioro      | 6    | 10    | 15   |     |     |     | 31    |
| 3   | Sebastian Dallapiccola | 12   | 31    | 102  |     |     |     | 28    |
| 4   | Mattia Ricciu          | 10   | 12    | 2    |     |     |     | 24    |
| 5   | Geronimo Nerobutto     | 152  | 0     | 1    |     |     |     | 18    |
| 5   | Lorenzo Lorallini      | 41,5 | 5     | 61,5 |     |     |     | 18    |
| 7   | Alberto Siccardi       | 3    | 62    | 51   |     |     |     | 17    |
| 8   | Alessandro Mazzocchi   | Rit  | 8     | 4    |     |     |     | 12    |
| 8   | Mattia Carlotto        | Rit  | 4     | 8    |     |     |     | 12    |
| 10  | Giuseppe Bitti         | 5    | Rit   | 3    |     |     |     | 8     |
| Pos | Pilota                 | FOL  | PIE   | TFL  | SMA | LAZ | SAN | Punti |

| Colore  | Risultato                |
| ------- | ------------------------ |
| Oro     | Vincitore                |
| Argento | 2º posto                 |
| Bronzo  | 3º posto                 |
| Verde   | Finito a punti           |
| Blu     | Finito senza punti       |
| Blu     | Non classificato (NC)    |
| Viola   | Ritirato (Rit)           |
| Nero    | Squalificato (SQ)        |
| Nero    | Escluso (ES)             |
| Bianco  | Non ha gareggiato        |
| Bianco  | Iscrizione ritirata (WD) |
| Bianco  | Non partito (NP)         |
| Bianco  | Gara cancellata (C)      |

### Costruttori
| Pos | Costruttore | CIO | PIE | TFL  | DVA | ROM  | LAZ | SAN | Punti |
| --- | ----------- | --- | --- | ---- | --- | ---- | --- | --- | ----- |
| 1   | Škoda       | 25  | 20  | 33   | 25  | 40,5 |     |     | 143,5 |
| 2   | Citroën     | 12  | 15  | 25,5 | 5   | 13,5 |     |     | 71    |
| 3   | Toyota      | 5   | 16  | 12   | 20  | 6    |     |     | 59    |
| 4   | Hyundai     | 8   | 3   | 0    | 6   | 0    |     |     | 17    |
| Pos | Costruttore | CIO | PIE | TFL  | DVA | ROM  | LAZ | SAN | Punti |

### Costruttori Due Ruote Motrici
| Pos | Costruttore | CIO | PIE | TFL  | DVA | ROM  | LAZ | SAN | Punti |
| --- | ----------- | --- | --- | ---- | --- | ---- | --- | --- | ----- |
| 1   | Lancia      |     | 9   | 40,5 | 27  | 27   |     |     | 103,5 |
| 2   | Peugeot     | 27  | 27  | 6    | 10  | 27   |     |     | 97    |
| 3   | Abarth      | 15  | 15  | 22,5 |     | 40,5 |     |     | 93    |
| 4   | Opel        | 6   |     |      | 6   | 22,5 |     |     | 34,5  |
| 5   | Renault     |     | 3   | 9    |     |      |     |     | 12    |
| Pos | Costruttore | CIO | PIE | TFL  | DVA | ROM  | LAZ | SAN | Punti |

### Navigatori
| Pos | Navigatore            | CIO | PIE | TFL  | DVA | ROM  | LAZ | SAN | Punti |
| --- | --------------------- | --- | --- | ---- | --- | ---- | --- | --- | ----- |
| 1   | Lorenzo Granai        | 15  | 12  | 18   | 15  | 22,5 |     |     | 82,5  |
| 2   | Pietro Elia Ometto    | 12  | 15  | 22,5 | Rit | 12   |     |     | 61,5  |
| 3   | Luca Guglielmetti     | 5   | Rit | 9    | 10  | 15   |     |     | 39    |
| 4   | Damijan Andrejka      | 10  | 8   | 12   | 6   | NP   |     |     | 36    |
| 5   | Marco Menchini        | 8   | 10  | 4,5  | 12  | ES   |     |     | 34,5  |
| 6   | Daniele Michi         | 6   | 6   | 7,5  | 8   | 6    |     |     | 33,5  |
| 7   | Tania Canton          | Rit | 5   | 15   | Rit | 9    |     |     | 29    |
| 8   | Virginia Lenzi        | NP  | NP  | NP   | NP  | 18   |     |     | 18    |
| 9   | Fabio Grimaldi        | 4   | 4   | 1,5  | Rit | 0    |     |     | 9,5   |
| 10  | Kristian Temonen      | 2   | 3   | 0    | 4   | NP   |     |     | 9     |
| 11  | Gabriele Zanni        | 0   | 1   | 0    | 3   | 4,5  |     |     | 8,5   |
| 12  | Giuseppe Princiotto   | Rit | 2   | 6    | NP  | NP   |     |     | 8     |
| 13  | Elia De Guio          | NP  | NP  | NP   | NP  | 7,5  |     |     | 7,5   |
| 14  | Alessandro Campedelli | NP  | NP  | NP   | 5   | NP   |     |     | 5     |
| 15  | Andrea Quisini        | 1   | 0   | 0    | NP  | 3    |     |     | 4     |
| Pos | Navigatore            | CIO | PIE | TFL  | DVA | ROM  | LAZ | SAN | Punti |

### Donne
| Pos | Pilota             | CIO | PIE | TFL | DVA | ROM  | LAZ | SAN | Punti |
| --- | ------------------ | --- | --- | --- | --- | ---- | --- | --- | ----- |
| 1   | Sara Carra         | 12  | 15  | NP  | 12  | 18   |     |     | 57    |
| 2   | Maira Zanotti      | 15  | Rit | Rit | 15  | NP   |     |     | 30    |
| 3   | Rachele Somaschini | NP  | NP  | NP  | NP  | 22,5 |     |     | 22,5  |
| Pos | Pilota             | CIO | PIE | TFL | DVA | ROM  | LAZ | SAN | Punti |

### Under 25
| Pos | Pilota                        | CIO | PIE | TFL  | DVA | ROM  | LAZ | SAN | Punti |
| --- | ----------------------------- | --- | --- | ---- | --- | ---- | --- | --- | ----- |
| 1   | Roberto Daprà                 | 15  | Rit | 22,5 | 15  | 22,5 |     |     | 75    |
| 2   | Davide Porta                  | 10  | 12  | 18   | NP  | 18   |     |     | 58    |
| 3   | Benjamin Korhola              | 12  | 15  | 15   | 12  | 3    |     |     | 57    |
| 4   | Davide Pesavento              | 8   | 10  | 12   | 10  | Rit  |     |     | 40    |
| 5   | Michael Rendina               | NP  | 3   | 7,5  | 3   | 7,5  |     |     | 21    |
| 6   | Tukka Kauppinen               | 4   | 0   | NP   | 5   | 12   |     |     | 21    |
| 7   | Gabriel Di Pietro             | NP  | 5   | 9    | Rit | 6    |     |     | 20    |
| 7   | Nicolò Ardizzone              | 5   | Rit | Rit  | 6   | 9    |     |     | 20    |
| 9   | Francesco Dei Ceci            | NP  | NP  | NP   | NP  | 15   |     |     | 15    |
| 10  | Sara Carra                    | 2   | 6   | NP   | 0   | 4,5  |     |     | 12,5  |
| 11  | Giovanni Battista Dello Russo | 3   | 4   | Rit  | 2   | NP   |     |     | 9     |
| 12  | Mattia Zanin                  | Rit | 8   | NP   | NP  | NP   |     |     | 8     |
| 12  | Patrik Hallberg               | NP  | NP  | Rit  | 8   | Rit  |     |     | 8     |
| 14  | Igor Iani                     | NP  | NP  | 6    | 1   | NP   |     |     | 7     |
| 15  | Maira Zanotti                 | 6   | Rit | Rit  | 0   | NP   |     |     | 6     |
| 16  | Giacomo Marchioro             | NP  | 1   | 4,5  | NP  | NP   |     |     | 5,5   |
| 17  | Matteo Doretto                | Rit | NP  | NP   | 4   | NP   | NP  | NP  | 4     |
| 18  | Sebastian Dallapiccola        | NP  | 0   | 3    | NP  | NP   |     |     | 3     |
| 19  | Mattia Ricciu                 | NP  | 2   | 0    | NP  | NP   |     |     | 2     |
| 20  | Mattia Carlotto               | NP  | 0   | 1,5  | NP  | NP   |     |     | 1,5   |
| 21  | Tommaso Rocco                 | 1   | NP  | NP   | NP  | NP   |     |     | 1     |
| Pos | Pilota                        | CIO | PIE | TFL  | DVA | ROM  | LAZ | SAN | Punti |

### Over 55
| Pos | Pilota              | CIO | PIE | TFL  | DVA | ROM  | LAZ | SAN | Punti |
| --- | ------------------- | --- | --- | ---- | --- | ---- | --- | --- | ----- |
| 1   | Fabio Angelucci     | 15  | 15  | 22,5 | NP  | 22,5 |     |     | 75    |
| 2   | Vittorio Ceccato    | Rit | 12  | 15   | 8   | 12   |     |     | 47    |
| 3   | Roberto Gobbin      | 8   | 10  | 9    | Rit | 18   |     |     | 45    |
| 4   | Pierluigi Maurino   | NP  | NP  | 7,5  | 6   | 15   |     |     | 28,5  |
| 5   | Pietro Porro        | NP  | NP  | 18   | Rit | NP   |     |     | 18    |
| 6   | Linos               | NP  | NP  | NP   | 15  | NP   |     |     | 15    |
| 7   | Andrea Marcucci     | 12  | NP  | NP   | NP  | NP   |     |     | 12    |
| 7   | Tiziano Stizzoli    | NP  | NP  | NP   | 12  | NP   |     |     | 12    |
| 9   | Filippo Vara        | NP  | NP  | 12   | NP  | NP   |     |     | 12    |
| 10  | Andrea Simonetti    | 10  | NP  | NP   | NP  | NP   |     |     | 10    |
| 10  | Luigi Zamperini     | NP  | NP  | NP   | 10  | NP   |     |     | 10    |
| 12  | Gianfranco Belletti | NP  | NP  | NP   | Rit | 9    |     |     | 9     |
| 13  | Claudio Busca       | NP  | 8   | NP   | NP  | NP   |     |     | 8     |
| 14  | Piero Taccini       | 6   | NP  | NP   | NP  | NP   |     |     | 6     |
| 14  | Edoardo Paganelli   | NP  | 6   | NP   | NP  | NP   |     |     | 6     |
| 16  | Giovanni Galati     | NP  | NP  | 6    | NP  | NP   |     |     | 6     |
| 17  | Nicola Beverari     | NP  | NP  | NP   | 5   | NP   |     |     | 5     |
| 18  | Gianfranco Panato   | NP  | NP  | NP   | 4   | NP   |     |     | 4     |
| Pos | Pilota              | CIO | PIE | TFL  | DVA | ROM  | LAZ | SAN | Punti |

### Scuderie
| Pos | Scuderia                            | CIO | PIE | TFL  | DVA | ROM  | LAZ | SAN | Punti |
| --- | ----------------------------------- | --- | --- | ---- | --- | ---- | --- | --- | ----- |
| 1   | E.A. Sport Investment               | 8   | 15  | 18   | 12  | 22,5 |     |     | 75,5  |
| 2   | Movisport                           | 15  | 2   | 22,5 | 15  |      |     |     | 54,5  |
| 3   | Island Motorsport                   | 5   | 12  | 15   |     | 12   |     |     | 44    |
| 4   | Meteo Corse                         | 12  |     |      | 5   | 18   |     |     | 35    |
| 5   | RO Racing                           | 10  | 8   | 9    | 4   |      |     |     | 31    |
| 6   | Gass Racing                         | 4   | 10  | 1,5  | 10  |      |     |     | 25,5  |
| 7   | Alma Racing                         |     | 6   | 7,5  | 8   |      |     |     | 21,5  |
| 8   | Bluthunder Racing Italy             | 3   | 5   | 12   |     |      |     |     | 21    |
| 9   | La Superba                          |     |     |      | 1   | 15   |     |     | 16    |
| 10  | Pintarally Motorsport S.S.D. a R.L. |     |     | 3    | 6   |      |     |     | 9     |
| 11  | MS Munaretto                        | 6   |     |      | 2   |      |     |     | 8     |
| 12  | Hawk Racing Club Srl                |     |     | 6    |     |      |     |     | 6     |
| 13  | EM Management                       |     |     | 4,5  |     |      |     |     | 4,5   |
| 14  | Sport Management                    |     | 4   |      |     |      |     |     | 4     |
| 15  | Eurospeed                           |     | 3   |      |     |      |     |     | 3     |
| 15  | 100% Rally                          |     |     |      | 3   |      |     |     | 3     |
| 17  | Dimensione Corse                    | 2   |     |      |     |      |     |     | 2     |
| 18  | Gieffe Promotor Sport               | 1   |     |      |     |      |     |     | 1     |
| 18  | FP Sport                            |     | 1   |      |     |      |     |     | 1     |
| Pos | Scuderia                            | CIO | PIE | TFL  | DVA | ROM  | LAZ | SAN | Punti |

### Preparatori-Noleggiatori
| Pos | Squadra            | CIO | PIE | TFL  | DVA | ROM  | LAZ | SAN | Punti |
| --- | ------------------ | --- | --- | ---- | --- | ---- | --- | --- | ----- |
| 1   | CR Motorsport      | 51  | 32  | 76,5 | 56  | 37,5 |     |     | 253   |
| 2   | F.P.F. Sport       | 31  | 30  | 72   |     | 36   |     |     | 169   |
| 3   | MS Muranetto       | 26  | 25  | 37,5 | 34  |      |     |     | 122,5 |
| 4   | Friulmotor         | 42  |     |      | 18  |      |     |     | 60    |
| 5   | T-Racing           |     | 26  |      | 27  |      |     |     | 53    |
| 6   | PA Racing          |     | 21  | 24   |     |      |     |     | 45    |
| 7   | BMP                | 20  |     |      |     |      |     |     | 20    |
| 8   | Erreffe Rally Team |     | 18  |      |     |      |     |     | 18    |
| 9   | Team d'Ambra       |     |     | 12   |     |      |     |     | 12    |
| 10  | Lion Team          | 3   |     |      | 6   |      |     |     | 9     |
| 11  | Veneto Rally Team  | 5   |     |      |     |      |     |     | 5     |
| 11  | Balt Motorsport    |     |     |      | 5   |      |     |     | 5     |
| Pos | Squadra            | CIO | PIE | TFL  | DVA | ROM  | LAZ | SAN | Punti |

### Promozione
| Pos | Pilota             | CIO   | PIE   | TFL   | DVA   | ROM     | LAZ | SAN | Punti |
| --- | ------------------ | ----- | ----- | ----- | ----- | ------- | --- | --- | ----- |
| 1   | Boštjan Avbelj     | 151,5 | 152   | 22,5  | 102   | 182     |     |     | 88    |
| 2   | Roberto Daprà      | 101   | Rit   | 18    | 151,5 | 22,51,5 |     |     | 69,5  |
| 3   | Marco Signor       | 12    | 121,5 | 151,5 | 12    | 15      |     |     | 69    |
| 4   | Antonio Rusce      | 2     | 5     | 62    | 6     | 12      |     |     | 33    |
| 5   | Ivan Ferrarotti    | 8     | 10    | 7,5   | Rit   | 4,51    |     |     | 31    |
| 6   | Benjamin Korhola   | 6     | 81    | 3     | 8     | 1,5     |     |     | 27,5  |
| 7   | Davide Porta       | 5     | 4     | 4,5   | NP    | 9       |     |     | 22,5  |
| 8   | Marco Pollara      | Rit   | 6     | 12    | NP    | NP      |     |     | 18    |
| 9   | Liberato Sulpizio  | 3     | NP    | Rit   | 5     | 7,5     |     |     | 15,5  |
| 10  | Fabio Angelucci    | 4     | 1     | 0     | NP    | 6       |     |     | 11    |
| 11  | Giacomo Scattolon  | NP    | NP    | 9     | Rit1  | NP      |     |     | 10    |
| 12  | Sara Carra         | 0     | 0     | NP    | 4     | 3       |     |     | 7     |
| 13  | Alessandro Re      | Rit2  | 3     | NP    | NP    | NP      |     |     | 5     |
| 14  | Riccardo Di Iuorio | NP    | 2     | 1,51  | NP    | NP      |     |     | 4,5   |
| 15  | Fabrizio Lovati    | 0     | 0     | 0     | 3     | NP      |     |     | 3     |
| 16  | Vittorio Ceccato   | Rit   | 0     | 0     | 2     | 0       |     |     | 2     |
| 17  | Heikki Kovalainen  | 1     | NP    | NP    | NP    | NP      |     |     | 1     |
| Pos | Pilota             | CIO   | PIE   | TFL   | DVA   | ROM     | LAZ | SAN | Punti |

### Promozione Due Ruote Motrici
| Pos | Pilota             | CIO | PIE | TFL   | DVA | ROM   | LAZ | SAN | Punti |
| --- | ------------------ | --- | --- | ----- | --- | ----- | --- | --- | ----- |
| 1   | Davide Pesavento   | 15  | 12  | 22,5  | 15  | Rit   |     |     | 64,5  |
| 2   | Giorgio Cogni      | NP  | 15  | 15    | 3   | 15    |     |     | 48    |
| 3   | Simone Di Giovanni | 10  | 10  | Rit   | NP  | 22,5  |     |     | 42,5  |
| 4   | Roberto Gobbin     | 7,5 | 7,5 | 11,25 | Rit | 11,25 |     |     | 37,5  |
| 5   | Gabriel Di Pietro  | NP  | 8   | 18    | Rit | 1,5   |     |     | 27,5  |
| 6   | Andrea Mazzocchi   | NP  | NP  | Rit   | 5   | 18    |     |     | 23    |
| 7   | Michael Rendina    | NP  | 5   | 12    | 1   | 4,5   |     |     | 22,5  |
| 8   | Nicolò Ardizzone   | 6   | Rit | Rit   | 10  | 6     |     |     | 22    |
| 9   | Tuukka Kauppinen   | 5   | 0   | NP    | 6   | 9     |     |     | 20    |
| 10  | Federico Francia   | 8   | Rit | 4,5   | 0   | 3     |     |     | 15,5  |
| 10  | Michael Lengauer   | NP  | NP  | Rit   | 8   | 7,5   |     |     | 15,5  |
| 12  | Daniele Campanaro  | NP  | 6   | 9     | 0   | 0     |     |     | 15    |
| 13  | Alex Ferrari       | 12  | Rit | NP    | 2   | NP    |     |     | 14    |
| 14  | Patrik Hallberg    | NP  | NP  | Rit   | 12  | Rit   |     |     | 12    |
| 14  | Edoardo De Antoni  | NP  | NP  | NP    | 0   | 12    |     |     | 12    |
| 16  | Joachim Wagemans   | NP  | 4   | 7,5   | Rit | NP    |     |     | 11,5  |
| 17  | Denis Vigliaturo   | NP  | 3   | 6     | 0   | NP    |     |     | 9     |
| 18  | Emanuele Fiore     | NP  | 2   | 3     | 0   | 0     |     |     | 5     |
| 19  | Matteo Doretto     | Rit | NP  | NP    | 4   | NP    | NP  | NP  | 4     |
| 20  | Mauro Porzia       | NP  | 1   | 1,5   | 0   | 0     |     |     | 2,5   |
| Pos | Pilota             | CIO | PIE | TFL   | DVA | ROM   | LAZ | SAN | Punti |

### Promozione Under 25
| Pos | Pilota                        | CIO | PIE | TFL  | DVA | ROM  | LAZ | SAN | Punti |
| --- | ----------------------------- | --- | --- | ---- | --- | ---- | --- | --- | ----- |
| 1   | Roberto Daprà                 | 15  | Rit | 22,5 | 15  | 22,5 |     |     | 75    |
| 2   | Davide Porta                  | 10  | 12  | 18   | NP  | 18   |     |     | 58    |
| 3   | Benjamin Korhola              | 12  | 15  | 15   | 12  | 3    |     |     | 57    |
| 4   | Davide Pesavento              | 8   | 10  | 12   | 10  | Rit  |     |     | 40    |
| 5   | Michael Rendina               | NP  | 3   | 7,5  | 3   | 7,5  |     |     | 21    |
| 6   | Tuukka Kauppinen              | 4   | 0   | NP   | 5   | 12   |     |     | 21    |
| 7   | Gabriel Di Pietro             | NP  | 5   | 9    | Rit | 6    |     |     | 20    |
| 7   | Nicolò Ardizzone              | 5   | Rit | Rit  | 6   | 9    |     |     | 20    |
| 9   | Francesco Dei Ceci            | NP  | NP  | NP   | NP  | 15   |     |     | 15    |
| 10  | Sara Carra                    | 2   | 6   | NP   | 0   | 4,5  |     |     | 12,5  |
| 11  | Giovanni Battista Dello Russo | 3   | 4   | Rit  | 2   | NP   |     |     | 9     |
| 12  | Mattia Zanin                  | Rit | 8   | NP   | NP  | NP   |     |     | 8     |
| 12  | Patrik Hallberg               | NP  | NP  | Rit  | 8   | Rit  |     |     | 8     |
| 14  | Igor Iani                     | NP  | NP  | 6    | 1   | NP   |     |     | 7     |
| 15  | Maira Zanotti                 | 6   | Rit | Rit  | 0   | NP   |     |     | 6     |
| 16  | Giacomo Marchioro             | NP  | 1   | 4,5  | NP  | NP   |     |     | 5,5   |
| 17  | Matteo Doretto                | Rit | NP  | NP   | 4   | NP   | NP  | NP  | 4     |
| 18  | Sebastian Dallapiccola        | NP  | 0   | 3    | NP  | NP   |     |     | 3     |
| 19  | Mattia Ricciu                 | NP  | 2   | 0    | NP  | NP   |     |     | 2     |
| 20  | Mattia Carlotto               | NP  | 0   | 1,5  | NP  | NP   |     |     | 1,5   |
| 20  | Tommaso Rocco                 | 1   | NP  | NP   | NP  | NP   |     |     | 1     |
| Pos | Pilota                        | CIO | PIE | TFL  | DVA | ROM  | LAZ | SAN | Punti |

### Promozione Preparatori-Noleggiatori
| Pos | Squadra            | CIO | PIE | TFL  | DVA | ROM  | LAZ | SAN | Punti |
| --- | ------------------ | --- | --- | ---- | --- | ---- | --- | --- | ----- |
| 1   | CR Motorsport      | 21  | 5   | 45   | 26  | 37,5 |     |     | 134,5 |
| 2   | MS Munaretto       | 26  | 25  | 37,5 | 34  |      |     |     | 122,5 |
| 3   | PA Racing          |     | 21  | 24   |     |      |     |     | 45    |
| 4   | F.P.F. Sport       | 4   |     | 27   |     |      |     |     | 31    |
| 5   | Friulmotor         | 18  |     |      | 10  |      |     |     | 28    |
| 6   | BMP                | 20  |     |      |     |      |     |     | 20    |
| 7   | Erreffe Rally Team |     | 18  |      |     |      |     |     | 18    |
| 8   | Lion Team          | 3   |     |      | 6   |      |     |     | 9     |
| 9   | Veneto Rally Team  | 5   |     |      |     |      |     |     | 5     |
| 9   | Balt Motorsport    |     |     |      | 5   |      |     |     | 5     |
| Pos | Squadra            | CIO | PIE | TFL  | DVA | ROM  | LAZ | SAN | Punti |

### R1
| Pos | Pilota                | CIO | PIE | TFL  | DVA | ROM  | LAZ | SAN | Punti |
| --- | --------------------- | --- | --- | ---- | --- | ---- | --- | --- | ----- |
| 1   | Lorenzo Varesco       | 15  | NP  | 22,5 | 15  | NP   |     |     | 52,5  |
| 2   | Andrea La Cola        | 4   | 12  | 18   | 12  | NP   |     |     | 46    |
| 3   | Jean-Claude Vallino   | 12  | 15  | 18   | NP  | NP   |     |     | 45    |
| 4   | Stefano Vitali        | 8   | 12  | 12   | 10  | NP   |     |     | 42    |
| 5   | Giorgio Fichera       | 10  | NP  | 15   | 12  | NP   |     |     | 37    |
| 6   | Lorenzo Olivieri      | NP  | NP  | 15   | 8   | NP   |     |     | 23    |
| 7   | Claudio Savioli       | NP  | NP  | 22,5 | NP  | NP   |     |     | 22,5  |
| 7   | Ludwig Zigliani       | NP  | NP  | NP   | NP  | 22,5 |     |     | 22,5  |
| 9   | Roberto Pellè         | 6   | NP  | NP   | 15  | NP   |     |     | 21    |
| 10  | Giacomo Franceschini  | 15  | NP  | NP   | NP  | NP   |     |     | 15    |
| 10  | Alessandro Botta      | NP  | 15  | NP   | NP  | NP   |     |     | 15    |
| 12  | Giovanni Villardi     | 5   | 10  | NP   | NP  | NP   |     |     | 15    |
| 13  | Michael Guadagnini    | 12  | NP  | NP   | NP  | NP   |     |     | 12    |
| 14  | Tommaso Rocco         | 10  | NP  | NP   | NP  | NP   |     |     | 10    |
| 14  | Marco Uzzi            | NP  | 10  | NP   | NP  | NP   |     |     | 10    |
| 14  | Andrea Pasetto        | NP  | NP  | NP   | 10  | NP   |     |     | 10    |
| 17  | Gabriele Dini         | 8   | NP  | NP   | NP  | NP   |     |     | 8     |
| 17  | Giorgio Corradi Bassi | NP  | NP  | NP   | 8   | NP   |     |     | 8     |
| 19  | Eliseo Bombieri       | NP  | NP  | NP   | 6   | NP   |     |     | 6     |
| 19  | Simone Rivia          | 6   | NP  | NP   | NP  | NP   |     |     | 6     |
| 21  | Stefano Martinelli    | 5   | NP  | NP   | NP  | NP   |     |     | 5     |
| Pos | Pilota                | CIO | PIE | TFL  | DVA | ROM  | LAZ | SAN | Punti |

### R1 1ª Divisione
| Pos | Pilota               | CIO | PIE | TFL  | DVA | ROM  | LAZ | SAN | Punti |
| --- | -------------------- | --- | --- | ---- | --- | ---- | --- | --- | ----- |
| 1   | Andrea La Cola       | 4   | 12  | 18   | 12  | NP   |     |     | 46    |
| 2   | Lorenzo Olivieri     | NP  | NP  | 15   | 8   | NP   |     |     | 23    |
| 3   | Claudio Savioli      | NP  | NP  | 22,5 | NP  | NP   |     |     | 22,5  |
| 3   | Ludwig Zigliani      | NP  | NP  | NP   | NP  | 22,5 |     |     | 22,5  |
| 5   | Roberto Pellè        | 6   | NP  | NP   | 15  | NP   |     |     | 21    |
| 6   | Giacomo Franceschini | 15  | NP  | NP   | NP  | NP   |     |     | 15    |
| 6   | Alessandro Botta     | NP  | 15  | NP   | NP  | NP   |     |     | 15    |
| 8   | Michael Guadagnini   | 12  | NP  | NP   | NP  | NP   |     |     | 12    |
| 9   | Tommaso Rocco        | 10  | NP  | NP   | NP  | NP   |     |     | 10    |
| 9   | Marco Uzzi           | NP  | 10  | NP   | NP  | NP   |     |     | 10    |
| 9   | Andrea Pasetto       | NP  | NP  | NP   | 10  | NP   |     |     | 10    |
| 12  | Gabriele Dini        | 8   | NP  | NP   | NP  | NP   |     |     | 8     |
| 13  | Eliseo Bombieri      | NP  | NP  | NP   | 6   | NP   |     |     | 6     |
| 14  | Stefano Martinelli   | 5   | NP  | NP   | NP  | NP   |     |     | 5     |
| Pos | Pilota               | CIO | PIE | TFL  | DVA | ROM  | LAZ | SAN | Punti |

### R1 2ª Divisione
| Pos | Pilota                | CIO | PIE | TFL  | DVA | ROM | LAZ | SAN | Punti |
| --- | --------------------- | --- | --- | ---- | --- | --- | --- | --- | ----- |
| 1   | Lorenzo Varesco       | 15  | NP  | 22,5 | 15  | NP  |     |     | 52,5  |
| 2   | Jean-Claude Vallino   | 12  | 15  | 18   | NP  | NP  |     |     | 45    |
| 3   | Stefano Vitali        | 8   | 12  | 12   | 10  | NP  |     |     | 42    |
| 4   | Giorgio Fichera       | 10  | NP  | 15   | 12  | NP  |     |     | 37    |
| 5   | Giovanni Villardi     | 5   | 10  | NP   | NP  | NP  |     |     | 15    |
| 6   | Giorgio Corradi Bassi | NP  | NP  | NP   | 8   | NP  |     |     | 8     |
| 7   | Simone Rivia          | 6   | NP  | NP   | NP  | NP  |     |     | 6     |
| Pos | Pilota                | CIO | PIE | TFL  | DVA | ROM | LAZ | SAN | Punti |

### Annotazioni
1. 1 2 3 4 5 6 7 8 9 10 11 12 13 14 15 16  Rally del Ciocco: la distanza prevista era di 11 prove speciali per un totale di 103,4 km; nel corso della competizione sono state cancellate la PS7 e la PS10 complessivamente di 14,58 km

### Fonti
1. ↑   Marco Savo, Calendari rally 2025, date gare Aci Sport, su newsauto.it, 23 dicembre 2024. URL consultato il 12 gennaio 2025.
2. ↑   Marco Cardinali, Campionato Italiano Assoluto Rally 2025: tra storia, tradizione e novità, su rallyssimo.it, 23 dicembre 2024. URL consultato il 12 gennaio 2025.
3. 1 2 3 4 5 6 7 8 9   Iscritti Rally del Ciocco (PDF), su sportity.com, ACI Sport. URL consultato il 17 marzo 2025.
4. 1 2 3 4 5 6 7 8 9 10   Iscritti Rally di Alba (PDF), su sportity.com, ACI Sport. URL consultato il 9 aprile 2025.
5. 1 2 3 4 5 6 7 8 9 10 11   Iscritti Targa Florio (PDF), su sportity.com, ACI Sport. URL consultato il 6 maggio 2025.
6. 1 2 3 4 5 6 7 8 9 10   Iscritti Rally Due Valli (PDF), su sportity.com, ACI Sport. URL consultato il 29 maggio 2025.
7. 1 2 3 4 5 6 7 8   Iscritti Rally di Roma Capitale (PDF), su sportity.com, ACI Sport. URL consultato il 25 giugno 2025.
8. ↑  (EN) Iscritti San Marino Rally (PDF), su sportity.com.
9. ↑   Iscritti Rally del Casentino (PDF), su sportity.com, ACI Sport. URL consultato il 12 luglio 2025.
10. ↑   Iscritti Rally Valli Ossolane (PDF), su sportity.com, ACI Sport. URL consultato il 20 luglio 2025.